# Maria di Campello
Maria di Campello (Torino, 24 gennaio 1875 – Campello sul Clitunno, 5 settembre 1961) è stata una religiosa italiana, iniziatrice della Comunità delle Sorelle dell'eremo francescano di Campello sul Clitunno.

## Biografia
Sorella Maria, al secolo Valeria Pignetti, è entrata nell'Istituto Francescane Missionarie di Maria nel 1901 per uscirne nel 1919 alla ricerca di una «vita nuova», prima con una compagna, poi con altre nello spirito della prima tradizione francescana da lei assunto con particolare adesione all’interpretazione evangelica e semplice del Santo di Assisi, offerta dalla Vie de Saint François d’Assise dello storico protestante Paul Sabatier, con cui intrattenne un affettuoso rapporto epistolare.
Dopo aver peregrinato per l'Italia, nel 1926 trova a Campello l'eremo dove vivrà con le sue sorelle e riesce ad acquistarlo e farlo restaurare soprattutto con gli aiuti procurati da Amy Turton, l'amica anglicana senese da lei definita «la mia prima compagna di preghiera», che qualche anno dopo diventerà Sorella.
Sorella Maria, che si firmava "la Minore", non ha voluto creare una congregazione religiosa ma una semplice Comunità, in spirito di dialogo con altre confessioni cristiane e di accoglienza verso tutti. Per la prima volta, circa 40 anni prima del Concilio Vaticano II,  si sperimentava la vita di una comunità dove vivessero e pregassero insieme persone appartenenti a confessioni cristiane diverse. Le sorelle conviventi non hanno mai superato il numero di quindici ma ha fatto parte della comunità un gruppo più vasto di «fratelli e sorelle non conviventi» tra cui personalità come don Primo Mazzolari e Ernesto Buonaiuti
In questo spirito, pur vivendo da eremita ha avuto rapporti di amicizia, coltivati soprattutto attraverso la corrispondenza con David Maria Turoldo, Giovanni Vannucci, Lanza del Vasto, Sadhu Sundar Singh, Gandhi, Albert Schweitzer, oltre ai già citati Ernesto Buonaiuti e don Primo Mazzolari. Amicizie e contatti l'hanno messa in relazione con alcuni promotori del dialogo ecumenico avviatosi nella prima metà del Novecento, come lo storico e filosofo delle religioni luterano Friedrich Heiler, la studiosa di misticismo anglicana Evelyn Underhill, il pastore riformato Giovanni Luzzi.
Questi legami, guardati «con diffidenza» in quel tempo e non sempre approvati dall'autorità ecclesiastica, compresero anche diverse personalità cristiane non cattoliche (anglicane, valdesi, episcopaliane e di altre denominazioni protestanti),oltre ad una sensibilità liturgica che la portava ad attingere a riti antichi provenienti anche da altre chiese e tradizioni religiose.